# Зайнон Ахмад
Зайнон Ахмад (малайск.  Zainon Ahmad; 1942, Семелинг, Лембах Буджанг, Кедах — 27 марта 2013, Кота-Бару — малайзийский журналист, главный редактор газеты «Сан» в 2002—2008 гг.

## Краткая биография
Окончил миссионерскую школу Св. Терезы в Сунгай-Петани и Университет Малайя (1975). Историк по образованию. Защитил магистерскую диссертацию по проблемам международных отношений. Три года работал школьным учителем. Позднее изучал постановку газетного дела в Thomson Foundation (Лондон), был научным сотрудником Школы права и дипломатии Флетчера Университета Тафтса (Бостон, США).
Карьеру журналиста начал в 1978 г. в газете «Нью Стрейтс Таймс». В 1997 был повышен до помощника редактора группы «Нью Стрейтс Таймс», в 2001 г. — до редактора-консультанта. В 2002−2008 гг. был главным редактором газеты «Сан», позднее — консультантом и редактором политических новостей в той же газете. Работал в конфликтных зонах на Филиппинах, в Таиланде, на Ближнем Востоке, Эквадоре, Афганистане, Индии. Брал интервью у Усама бен Ладена, президента Пакистана Беназир Бхутто, лидера КНДР Ким Чен Ира, руководителя Фронта национального освобождения моро на Филиппинах Нура Мисуари.
Скончался от рака печени, похоронен на мусульманском кладбище «Банггол».

## Награды
- «Журналист года» (Малайзийский институт прессы, 1986)
- Медиа-персона (2010)
- Премия «Легенда СМИ» и «За многолетние достижения» Национального пресс-клуба (2014, посмертно)[5].

## Семья
- Супруга Хасна Абдуллах (Hasnah Abdullah)
- 4 детей (дочери Зухайлавати и Залинда)

## Память
- В 2013 г. именем журналиста назван Информационный центр Азиатского института развития коммуникаций в Петалинг-Джае (Zainon Ahmad Resource Centre)